# 威廉·阿瑟·肖
威廉·阿瑟·肖（1865年4月19日—1943年4月15日）是一位英国历史学家和档案员，英國國家學術院院士，主要作品有《货币大历史：金融霸权与大国兴衰六百年 1252-1894》（The History of Currency, 1252 to 1894: Being an Account of the Gold and Silver Monies and Monetary Standards of Europe and America, Etc.，1896年）等。